# Tatra 165
Tatra T-165 byl prototyp dvounápravového silničního tahače se znakem náprav 4x2 nebo 4x4. Projekt vozu vznikl v roce 1994, obnoven byl roku 1999.

## Historie

### Vznik řady T-165
Tatra si byla vědoma, že největší objemy vozidel jsou obchodovány v kategorii silniční a že dosavadní doména Tatry, segment vozidel pro smíšený nebo speciálně terénní provoz se neustále, alespoň v Evropě, zužuje. Proto se vedení pokusilo vstoupit i do této kategorie – prostřednictvím nové řady T-165, která původně měla zahrnovat jak kategorii klasických dálkových silničních tahačů a odvozených vícenápravových vozidel, tak i kategorii nižší - vozidla pro dopravu regionální. Pro vozy silnější připadal v úvahu motor Cummins L-10 / M11, který byl již instalován do 2 prototypů sklápěček T-815, ale nakonec padla volba na nově představenou silnější řadu morů KHD Deutz 1015 (V90°). Konkurenční německý výrobce ukončil vývoj svých vozidlových vzduchem chlazených motorů řady 513 na emisní úrovni Euro 1 a soustředil se na vývoj nového, vodou chlazeného motoru řady 1015 poté, co dokončil vývoj řady menších řadových vodou chlazených motorů řady 1012-1013 (R4-R6) - právě tento motor měl pohánět vozy Tatra 165 uvažované nižší kategorie.
První motor řady 1015 – šestiválec V90° BF6M-1015C instalovali do podvozku 815-2Y0S11 6x6 shodného s vydanou sériovou dokumentací pro zástavbu motoru Cummins pracovníci firem Deutz a Tatra Deutschland (dříve Semex) Dorsten, po ukončení zkoušek v Kopřivnici byl vůz později odprodán s motorem Tatra a motor Deutz V6 se přestěhoval s novým chladičem do vznikajícího prototypu 815-2Y0S88 48 300 8x6.2R (s automatem ZF a první „modernizovanou“ kabinou 815 – upravenou pro snadnější vestavbu rozměrného chladiče, vcelku pro 4osý sklápěč S1 nešťastné koncepce náprav 1+3 - při sklápění je zatížena poslední nehnaná řiditelná náprava s jednomontáží pneu).
Motor Deutz BF6M-1013ECP se později v prototypu Tatra přece objevil, ale ve zcela odlišné T 815-2JVV45 14 220 4x4.1 pro tendry v arabských zemích, kde absolvoval řadu zkoušek, ale k sériové výrobě nedošlo. V tomto motoru však lze nalézt původ alianční pohonné jednotky Deutz–Renault–Volvo řady T 810.

### Technika původní T-165
Typickým znakem vozidel měla být poháněná klasická zadní náprava Tatra se vzduchovým odpružením s krátkou rourou, která vepředu přechází v rozvidlený rám, v němž je s podélným sklonem nízko uložený motor spolu se souosou převodovkou, odkud hnací moment kloubovým hřídelem vstupuje do nosné roury spojené s rozvodovkou zadní nápravy. Nepoháněná přední náprava montovaná k rozvidlení „ladičky“ měla být lichoběžníková s nezávislým zavěšením kol, s pneumatickým odpružením a kotoučovými brzdami. Kabina měla být pozměněná původní T-815 s faceliftem exteriéru i interiéru navrženým renomovanou anglickou firmou I.A.D., vlastním prvkem bylo zvýšení kabiny pro možnost postavení se řidiče – nebýt ovšem úložné schránky nad ním, zvětšení vnitřního objemu, možností umístění lůžka a zlepšení aerodynamiky. U lehčí řady vozů se dokonce uvažovalo na přání s nekonvenční možností přístupu do ložného prostoru přes zadní stěnu kabiny či využitím v té době zkoušené a patentované varianty řízení zadních kol Tatra AWS (All Wheel Steering) – řízení podvozku s nastavitelným poměrem a smyslem natáčení zadních kol pro lepší manévrovatelnost při nakládce u rampy a ve městech za nižších rychlostí. Prototyp valníku lehčí řady T 165 V 4x2.1 AWS měl být realizován hned po návěsovém tahači, ale na stavbu nedošlo.

### První prototyp (bílý) 1994
Jako představitel řady a první prototyp byl pro stavbu započatou na jaře r. 94 vybrán tahač návěsů silnější varianty T 165 NT 4x2.2 s motorem KHD Deutz BF8M 1015C (132 × 145 mm, výkon 400 kW / 1900 ot/min, moment 2513 Nm / 1200) Euro 1 z ověřovací série, 2lamelovou spojkou Sachs D 430 mm, převodovkou ZF Ecosplit 16S 220, chladiči Längerer & Reich, ventilátorem Eaton, omezovačem rychlosti Bosch, vpředu kotoučovými brzdami Perrot, vzadu bubnovými s klínovým rozvíračem, ABS, vůz měl být vybaven i retardérem. Nová konstrukce zadní nápravy přihlášená do patentového řízení s odpružením 2 vzduchovými vaky za nápravou na jednoramenné páce byla modifikací existujícího vzduchového pérování řady 815-2. Kabina střední, vysoká se střešní klimatizací Konvekta KLIIC, s programovatelným nezávislým topením Eberspächer, které sloužilo i jako předehřev motoru a kabiny pro studené starty, montovány aerodynamické nástavce za kabinou a původně byla plánována i kapotáž podvozku. Prototyp byl několikrát pod vlivem výsledků testů měněn - např. v polovině roku 96 podélný sklon motoru z 4 na 6,5° zároveň bylo pozměněno řízení, později v polovině r. 97 byl motor prototypu přestavěn na sériové provedení výfukového potrubí a pozice turbodmychadel (shodně s provedením na vozech Liwa) a vůz dostal pro uspíšení možnosti jeho sériové výroby eliminací vývoje přední lichoběžníkové nápravy tuhou nehnanou přední nápravu ZF (opět s pneumatickým odpružením a kotoučovými brzdami) včetně nutných úprav řízení. Pro přílišnou tvrdost bylo změněno odpružení zadní nápravy na 4 vaky (blízké sériové variantě) a i zadní náprava dostala kotoučové brzdy. Po interních zkouškách byl vůz průběžně nasazen u provozovatelů v reálné dálkové dopravě pro získání dat a zkušeností z provozu.

### Oprášení projektu 1999
Mezitím Tatra vyrobila prototypy a následně 1127 terénních vozidel – obslužných pro pásové jednotky armády SAE - Liwa 8x8 se stejnými motory Deutz BF8M-1015C - funkční vzorek vozu prezentovaného na výstavě IDEX 1995 již byl postaven se zkušeností zástavby motoru do tahače T 165 a byl celkem logickou volbou výkonného motoru, který nahradil v prvním demonstrátoru tendru (léto 1994) ve spojení s automatickým převodem TwinDisc sériový dvanáctiválec Tatra T3A-930. Facelift IAD kabiny T 815 se do výroby nedostal ani se zpožděním - objevil se krom maket a prototypu T 165 už pouze na 1 voze: nosiči technologie Euro 3 (sklápěči 370S13 v době, kdy se měla inovovaná řada opět jmenovat 815-3, uvažovalo se o montáži nakupované souosé převodovky v bloku s podélným sklonem s motorem Tatra, který měl mít pro splnění limitů původně přídavný mezichladič plnicího vzduchu před chladicím ventilátorem), zatímco sériově se začala vyrábět odlišná podoba faceliftu kabiny navržená domácím Jiřím Španihelem – TerrNo 1 - poprvé představeného, opět v předstihu před výrobou, na sklápěči 270S13 v Brně. (jeho kabina tady měla ovšem ještě částečně interiér „IAD“ a sériové zadní uložení bez pružin).
V roce 1997 Tatra sériově vyráběla tahače 815-2 4x2 pro dálkovou dopravu. Již byl na světě prototyp s modernizovanou kabinou a jelikož některé myšlenky se po spirále vrací, Tatra se rozhodla se zkušenostmi ze zkoušek prvního prototypu oprášit projekt již pouze silničního tahače, tentokráte ale s vlastním motorem a v provedení blízkém možné sériové výrobě. Roku 1998 dostává průmyslový designér Jiří Španihel zakázku na řešení exteriéru (později i interiéru) pro vůz T-165. Roku 1999 je představen prototyp nové verze Tatry T-165 (modrý) 570N52 18 285 4x2.25, vyjel 8/99, který byl koncepcí blízký původní myšlence : nízko položený motor Tatra T3B-928.70 (Euro 2) byl uložen v rozvidlení rámu se souosou převodovkou Eaton RTS 01 431 6A (z nosiče technologie Euro 3, ač původně se počítalo s převodem odlišným), přední náprava opět lichoběžníková, po zkušenostech z 1.prototypu přepracované vlastní konstrukce, s pneumatickým odpružením a kotoučovými brzdami Wabco. Kabina střední, prodloužená, zvýšená s novým tvarem střechy, předního nárazníku, blatníků, s prakticky rovnou podlahou, ventilací s integrovanou klimatizací Diavia, která již nezasahovala do stropu. Novým prvkem byly pneumaticky vysouvané stupačky pro přístup do kabiny. Také tentokrát se uvažovalo o nerealizované kapotáži podvozku a instalaci retardéru Telma Focal 3300. Náprava zadní tentokrát nic výrazně odlišného od sériové verze nepřinesla.
Odlišně poslední, třetí (červený) prototyp 270N52 19 285 4x4.2, který následoval v prosinci 1999 kombinoval shodně vyhlížející kabinu (oproti sérii 815 jen s mírně o cca 10 cm díky vyšší pozici kabiny sníženým motorovým tunelem) se sériovou technologií podvozku tahače 4x4 – poloha motoru Euro 2 se spojkou, odpružení předních hnaných polonáprav torzními tyčemi, převod 12 TS 180 a byl tak nejblíže možné sériové výrobě. Kabina tentokrát nebyla vybavena klimatizací, ale byl instalován retardér Telma. Původně byl vůz určen pro akvizice v Rusku, ale objevil se na brněnské výstavě Autotec 2000 s komerčním návěsem. Díky označení vlastně šlo o prototyp T 815-2.
Oba prototypy se nedočkaly ani sériového protihlukového obložení přední části tunelu kabiny, ani výměny prototypové plechové přístrojové desky za sériové plastové provedení (facelift interiéru TerrNo 1), ani později modernizace motoru na verzi Euro 3 či 4. V porovnání s 1. prototypem se na nich od doby vzniku po opětovné smetení záměru výroby se stolu prakticky nic nezměnilo.

### Osud modelu
Všechny zde zmiňované prototypy Tatra v nastalých horších časech odprodala do soukromých rukou, nejpozději soupravu komerčního návěsu na počátku r. 2009, která od té doby již nefunguje jako celek. Prodej silničních tahačů byl vždy pro Tatru vzhledem ke koncepci podvozku okrajovou záležitostí a tak se do sériové výroby nedostalo ani toto provedení se sériovým podvozkem 815, natož v pozměněné konfiguraci s nehnanou přední nápravou, která by znamenala podobně jako rám a povrchové díly kabiny další rozšíření výrobního sortimentu. Kombinace přední lichoběžníkové nápravy s kyvadlovými polonápravami vzadu nemá ani teoretické předpoklady být pro vlastnosti vozu nejšťastnějším nápadem. Omezené vývojové možnosti, tím dané parametry vozu a hlavně řídká servisní síť firmy v okolních zemích byly argumenty, které stály proti na silnici dávno zavedené evropské konkurenci s mnohem silnějším zázemím. Nepovedlo se uchytit ani na východních trzích.
Všechny 3 prototypy byly v letech 1999–2000 testovány a vyplynuly na povrch některé technické problémy. Tatra se ocitla ve finančních problémech a intenzivně hledla partnera. Nakonec se ke všemu připojil i nezájem ze strany vedení Tatry a T-165 byla definitivně zavrhnuta. Tatra přešla pod Terex, který Tatru soustředil na těžká nákladní vozidla do nejtěžšího terénu.